# Kyselina 3-methylbutanová
Kyselina 3-methylbutanová, též kyselina isopentanová (triviálně kyselina isovalerová, sumární vzorec C5H10O2) je přirozeně se vyskytující mastná kyselina (izomer kyseliny valerové (pentanové)) přítomná v široké škále rostlin a esenciálních olejů. Je to čirá bezbarvá kapalina špatně rozpustná ve vodě, avšak výborně rozpustná ve většině organických rozpouštědel.
Kyselina isovalerová má silný štiplavý zápach připomínající sýr nebo pot, ovšem její těkavé estery mají příjemnou vůni a široce se používají do parfémů. Tato kyselina je zřejmě antikonvulzivní složkou valeriány. Je hlavní složkou zápachu nohou.
Další názvy této látky jsou kyselina isopentanová nebo 3-methylmáselná.